# Vjačeslav Zajcev
Vjačeslav Alekseevič Zajcev (in russo Вячеслав Алексеевич Зайцев?; Leningrado, 12 novembre 1952 – San Pietroburgo, 12 giugno 2023) è stato un pallavolista e allenatore di pallavolo sovietico, dal 1991 russo.
Giocava nel ruolo di palleggiatore.
Padre del pallavolista italiano Ivan, Vjačeslav è stato il primo giocatore sovietico a militare all'estero da professionista.

## Carriera

### Giocatore

Vjačeslav Zajcev (a sinistra) con il figlio Ivan durante un allenamento al Città di Castello nella stagione 1991-92

Giocò fino al 1987 nell'Avtomobilist, squadra della natìa Leningrado, con cui vinse due Coppe delle Coppe consecutive tra il 1982 e il 1983.
Successivamente si trasferì in Italia giocando nella Marconi di Spoleto (dove, nel 1988, nacque il figlio Ivan), nell'Agrigento e nel Città di Castello, per chiudere la carriera nella stagione 1992-93 in Svizzera, nel Lugano, con il doppio ruolo di giocatore-allenatore.
Con la nazionale sovietica vinse un oro e due argenti alle Olimpiadi, e inoltre due Campionati Mondiali, due Coppe del Mondo e sette Campionati Europei.

### Allenatore
Iniziando nel 1992 nel Lugano, ritornò in Russia l'annata successiva per lavorare nello staff del Belogor'e, nel campionato russo, dove rimase per due stagioni, e successivamente entrò nello staff della nazionale maschile russa; a causa di una malattia del capo allenatore, diventò temporaneamente allenatore alla World League 1997, conclusa al terzo posto.
Ritornò in Italia nel 1998, dove allenò diverse squadre giovanili. Nel 2005 fu di nuovo in Russia per lavorare nello staff della Dinamo Mosca. Successivamente allenò per due anni la nazionale under 20 russa con cui vinse il campionato europeo di categoria nel 2006. Seguirono brevi parentesi come capo allenatore nel Dinamo-Jantar, nel Metallonivest e nello staff del Belogor'e.
Dal 2011 al 2014 allenò il Kristall Voronež.

## Palmarès

### Giocatore

#### Club
- Coppa dell'Unione Sovietica: 1

1983
- Coppa delle Coppe: 2

1981-1982, 1982-1983

#### Nazionale
- Campionato europeo under 20 1971
- Universiade 1973
- Spartachiadi dei Popoli dell'Unione Sovietica 1975
- Giochi dell'Amicizia 1984
- Goodwill Games 1986

#### Individuale
- 1971 - Campionato sovietico: Incluso tra i 24 migliori pallavolisti dell'URSS
- 1972 - Campionato sovietico: Incluso tra i 24 migliori pallavolisti dell'URSS
- 1973 - Campionato sovietico: Incluso tra i 24 migliori pallavolisti dell'URSS
- 1974 - Campionato sovietico: Incluso tra i 24 migliori pallavolisti dell'URSS
- 1975 - Campionato sovietico: Incluso tra i 24 migliori pallavolisti dell'URSS
- 1976 - Campionato sovietico: Incluso tra i 24 migliori pallavolisti dell'URSS
- 1977 - Campionato sovietico: Incluso tra i 24 migliori pallavolisti dell'URSS
- 1977 - Coppa del Mondo: Miglior Difensore
- 1978 - Campionato sovietico: Incluso tra i 24 migliori pallavolisti dell'URSS
- 1979 - Campionato sovietico: Incluso tra i 24 migliori pallavolisti dell'URSS
- 1980 - Campionato sovietico: Incluso tra i 24 migliori pallavolisti dell'URSS
- 1981 - Campionato sovietico: Incluso tra i 24 migliori pallavolisti dell'URSS
- 1981 - Coppa del Mondo: MVP
- 1982 - Campionato sovietico: Incluso tra i 24 migliori pallavolisti dell'URSS
- 1983 - Campionato sovietico: Incluso tra i 24 migliori pallavolisti dell'URSS
- 1984 - Campionato sovietico: Incluso tra i 24 migliori pallavolisti dell'URSS
- 1985 - Campionato sovietico: Incluso tra i 24 migliori pallavolisti dell'URSS
- 1986 - Campionato sovietico: Incluso tra i 24 migliori pallavolisti dell'URSS
- 1987 - Campionato sovietico: Incluso tra i 24 migliori pallavolisti dell'URSS
- 2013 - Inserimento nella Volleyball Hall of Fame come giocatore

### Allenatore

#### Nazionale
- Campionato europeo under 20 2006
- Campionato mondiale under 21 2007